# Józef Oleksy
Józef Oleksy (22. června 1946 Nowy Sącz – 9. ledna 2015 Varšava) byl polský politik. V letech 1995–1996 byl premiérem Polska, když vedl koaliční kabinet SLD a PSL. V letech 1993–1995 a 2004–2005 byl maršálkem (předsedou) Sejmu.

## Život
V letech 1968–1990 byl členem Polské sjednocené dělnické strany, která byla hegemonní silou komunistického režimu. Působil mj. jako sekretář Vojvodské komise strany v Białé Podlaské. V roce 1989 zasedal jako ministr ve vládě Mieczysława Rakowského. Po převratu se stal členem a poté i předsedou Svazu demokratické levice (Sojusz Lewicy Demokratycznej). Ze strany vystoupil roku 2007 poté, co obvinil řadu představitelů SDL z korupce, mimo jiné bývalého polského prezidenta Aleksandera Kwaśniewského.
V roce 1996 byl falešně obviněn o spolupraci se sovetským zpravodajstvím.
Zemřel 9. ledna 2015 na rakovinu ve varšavském Centru onkologie. Je pochován na hřbitově 'Cmentarz Wojskowy na Powązkach' ve Varšavě.

## Fotogalerie

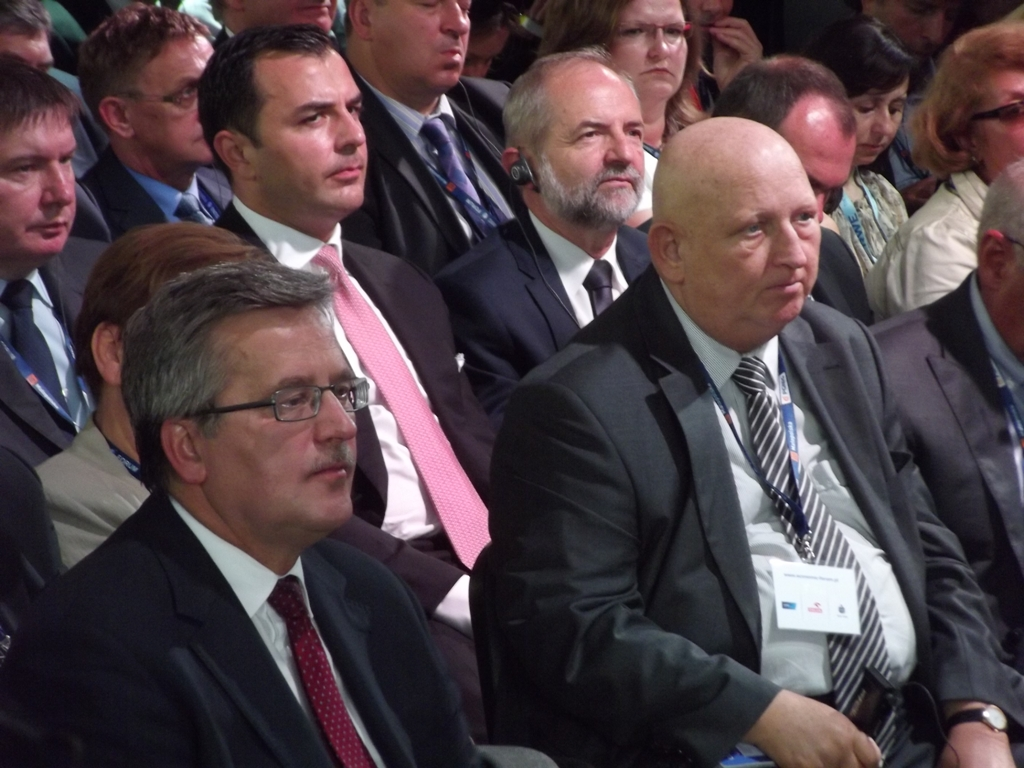
Józef Oleksy
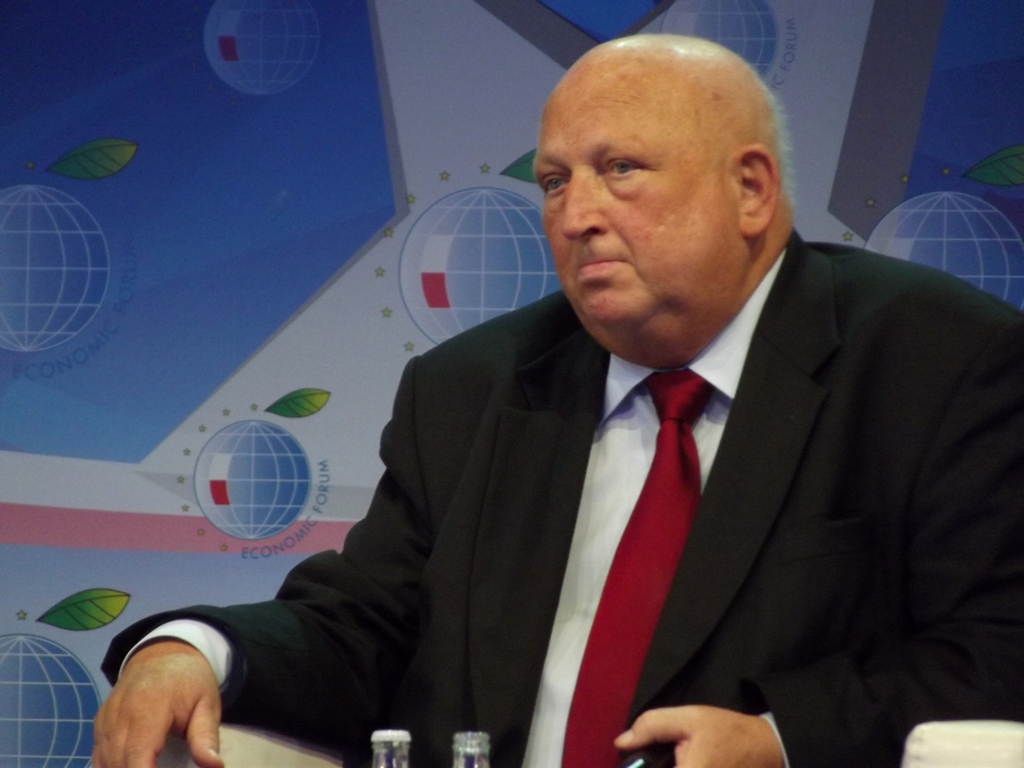
Józef Oleksy (2013)
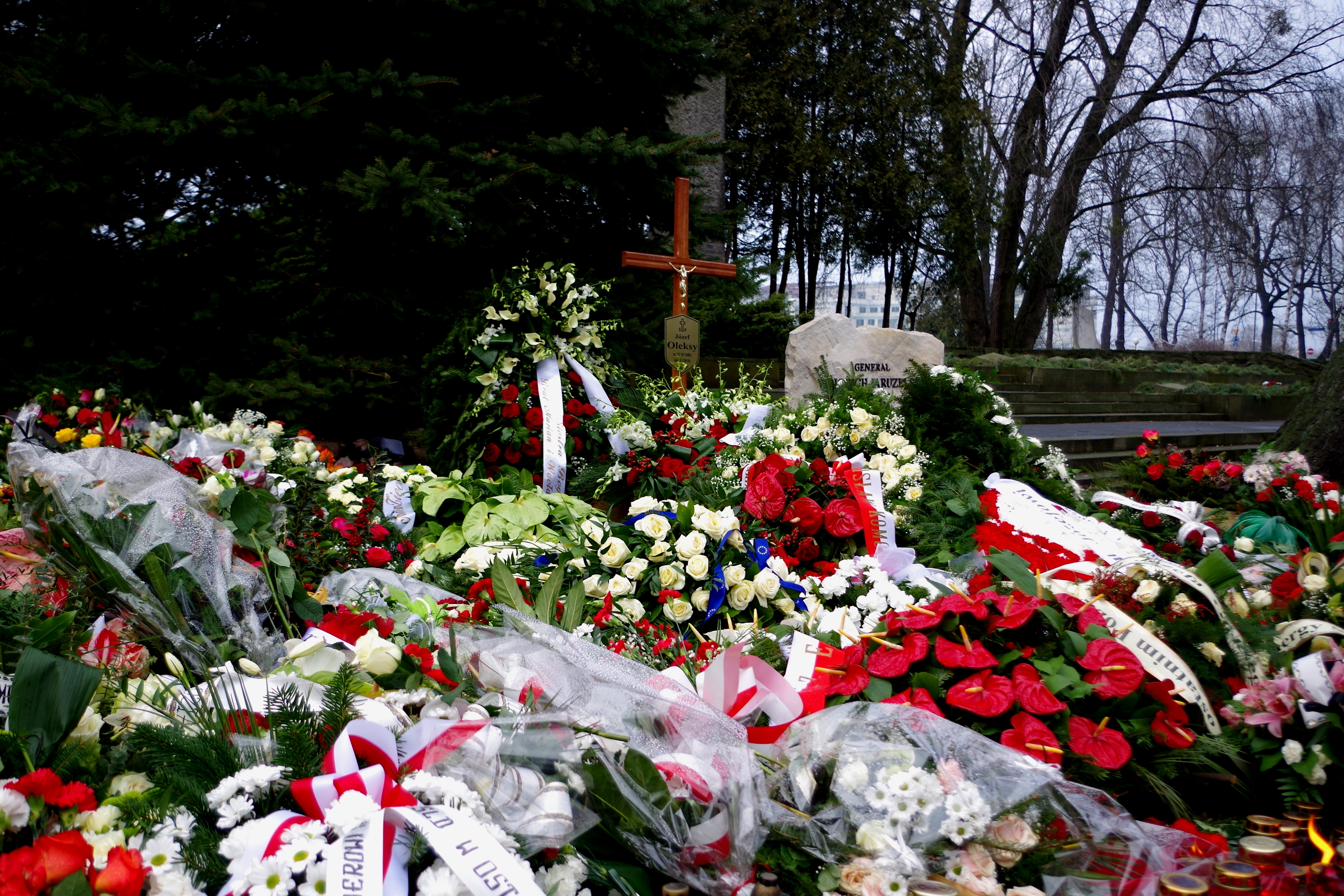
Hrob J. Oleksy ve Varšavě (2015)